# De Boekvink
De Boekvink was een van de langst lopende boekenreeksen in Nederland. Een veelgebruikte ondertitel was 'Litteratuur in miniatuur'.
Begonnen in 1952 bij De Arbeiderspers en vanaf 1963 bij Uitgeversmaatschappij Emanuel Querido, in Amsterdam, werd in 1990 de laatst bekende uitgave (een herdruk) waargenomen. De serie is niet genummerd. De titels werden gevonden in Brinkman’s Cumulatieve Catalogus en zijn onder voorbehoud en zonder de herdrukken weergegeven.
De omslagen werden ontworpen door Helmut Salden en Theo Kurpershoek.
1952:
- Louis Paul Boon - Boontje’s twee spoken
- Theo M. Eerdmans - Mijn vrijheid
- A. Marja - Confidentieel
- Harry Mulisch - Tussen hamer en aambeeld
- Ab Visser - Hoornvlies
- Willem Wittkampf - De stunt

1953:
- Karel Bralleput - Het jammerhout
- Willem van Iependaal - Alle liederen van de zelfkant
- Remco Campert - Eendjes voeren
- Maurits Mok - De spoorwegstaking
- Max Dendermonde, Reinold Kuipers en Garmt Stuiveling (samenstelling) - De Stijgbeugel. Veertig verzen van nieuwe dichters
- Adriaan van der Veen - Alibi voor het onvolkomen hart
- Aya Zikken - Het godsgeschenk onbegrepen

1954:
- Piet van Aken - Klinkaart
- Rein Blijstra - Hoogtevrees
- J.C. Bloem - Terugblik op de afgelegde weg
- Louis Paul Boon - Boontje’s reservaat I
- Pedro Calderón de la Barca - Het leven een droom
- Anthonie Donker - Nijhoff, de levensreiziger
- Clara Eggink - De rand van de horizon
- Jac. van Hattum - Het hart aan de spijker
- Max Dendermonde, Reinold Kuipers en Garmt Stuiveling (samenstelling) - Met en zonder schoolslag, 20 verhalen
- Marie-Sophie Nathusius - De partner
- Nel Noordzij - Om en om
- Kees Stempels - De glazen bol

1955:
- L.P. Boon - Boontje’s reservaat 2
- L.P. Boon - Boontje’s reservaat 3
- Remco Campert - Alle dagen feest
- Max de Jong - Muggen en zwanen
- Ferdinand Langen - Ter bescherming van de engelen
- A. Marja - Traject
- Harry Mulisch - Het mirakel
- Marie Sophie Nathusius - De ketting
- Eric van der Steen - Alfabetises
- Ab Visser - Het achterdeurtje

1956:
- C. Bauer - De groene boogschutter
- Rein Blijstra - Laatste onderhoud
- L.P. Boon - De kleine Eva uit de Kromme Bijlstraat
- L.P. Boon - Menuet
- L.P. Boon - Boontje’s reservaat 4
- Karel Bralleput - Fabriekswater
- Pszisko Jacobs - Theodoor Jonkheer
- A. Marja - Man van dag en nacht
- Josepha Mendels - Zoethout en entamien
- Nel Noordzij - Wachtende mijn hart
- Peter van Steen - Drie dromen
- Eric van der Steen - Vuurwater
- Ab Visser - Recitatief

1957:
- R. Bink - Speculaas en illusies
- L.P. Boon - 'Boontje’s reservaat 5
- De Goudvink : - Zijnde de 50ste Boekvink
- A. Marja - Reislust
- A. Marja - Zich lekker voelen
- Marie Sophie Nathusius - De boog van Eros
- A. Neijssel - Tussen gisteren en vandaag
- Richter Roegholt - Eva
- Guus Sötemann - Over het lezen van Kafka
- Eric van der Steen - Gemengde berichten
- A.H. Twijnstra - Uruguanak bestaat niet meer
- Rutger van Zeijst - De familieraad

1958:
- J. Goudsblom - Pasmunt
- Abel Herzberg - Sauls dood
- L.A. Koelewijn - De ene dag en de andere
- Jef Last - Vuur en vlam'
- A. Marja - Buiten het boekje
- A. Neijssel - Gesloten grenzen
- Propria Cures - Een bloemlezing uit vier jaargangen
- P. de Smet - Aan de voet van 't Gravensteen
- Ab Visser - De oostganger en andere verhalen

1959:
- F.L. Bastet - De aardbeving
- Rein Blijstra - Anaxagoras
- L.P. Boon - Vaarwel krokodil
- Max Dendermonde - Tot zover voorlopig
- M. Ferguson - Anna en haar vader
- L.A. Koelewijn - Niet meer aan denken
- Ferdinand Langen - De drenkelingen
- Willem van Toorn - De explosie
- Rutger van Zeijst - Varianten

1960:
- F.L. Bastet - Gedichten
- Rein Blijstra - Dilemma
- E.H. Bunte - Nacht op het eiland
- Jef Last - Tegen de draad
- Marie Sophie Nathusius - Mijheer Goed
- Willem van Toorn - De feesten zijn voorbij
- Willem van Toorn	- Terug in het dorp
- C.B. Vaandrager - Leve Joop Massaker
- C. Winkler - 	Tussen twee oorlogen

1961:
- F.L. Bastet - Heksendans
- Peter van Steen - De rug tegen de muur
- J. van Valkenaere - Steentjes des aanstoots

1962: Geen uitgaven
1963: bij nieuwe uitgever Emanuel Querido
- J. Bernlef - Dit verheugd verval
- Euripides - Ifigeneia in Tauri
- Hella S. Haasse - Een draad in het donker
- Gerrit Kouwenaar - Val bom
- Cees Nooteboom - De zwanen van de Theems
- William Shakespeare - Sofokles / Koning Oidipoes
- Leo Vroman - Manke vliegen
- Ellen Warmond - Warmte een woonplaats

1964:
- Belcampo - Verborgenheden
- J. Bernlef e.a. - Barbarber
- J. Boyens - Voorzichtig bazuinen
- W. Brandt - Hart van Jade
- Max Dendermonde - De bazuinengelen
- A.P. de Mandiagues - Het bloed van het lam
- Alain Teister - De huisgod spreekt
- J.W.F. Werumeus Buning - Maria Lecina

1965:
- J. Bernlef - Ben even weg
- J. Bernlef - Stenen spoelen
- E. Brunsveld van Hulten - Moord en magie
- H. Heyermans - Op hoop van zegen
- A. Heyermans-Jurgens - H. HeyermanÕs laatste levensjaar
- L.A. Koelewijn - Mikken op de voorruit
- G. Kouwenaar - Zonder namen
- H. Romer - De nachtegalen zingen niet meer
- K. Schippers - Een klok en profil
- A. van der Veen - Jacht in de diepte
- Victor E. van Vriesland - Ondoordacht
- E. Warmond - 	Warmte een woonplaats

1966:
- G. Bakker - De menselijke natuur
- G. Kroeze - Bijt U maar
- Gerrit Krol - De zoon van de levende stad
- Willem G. van Maanen - Een onderscheiding
- H. Marsman - Tempel en kruis
- Marie Sophie Nathusius - Een gat in de tijd
- F. Springer - Schimmen rond de Parula
- Hans Vlek - Iets eetbaars
- Leo Vroman - Het Grauwse Diep
- J.W.F. Werumeus Buning - In memoriam

1967:
- Gerrit Achterberg - Spel van de wilde jacht
- Geert van Beek - Bellen blazen tot honderd
- P. Keuss - De secundaire weg
- Gerrit Krol - Een morgen in Maart
- Leo Vroman - God en godin

1968:
- G. Kouwenaar - De stem op de 3e etage
- Martinus Nijhoff - Nieuwe gedichten
- Kees Ouwens - Arcadia
- J.C. van Schagen - Narrenwijsheid

1969:
- Herman van den Bergh - De boog
- Herman van den Bergh - De spiegel
- Tom van Deel - Strafwerk
- Alfed Kossmann - De architect
- Leo Vroman - Voorgrond, achtergrond

1970:
- J. Bernlef - Hoe wit kijkt een eskimo
- William Shakespeare - De storm

1971 en 1972: geen uitgaven
1973:
- Jan Kuiper - Sonnetten

1974:
- J. Bernlef - Brits
- Willem Jan Otten - Het keurslijf

1975:
- Tom van Deel - Klein diorama
- G. Bakker - Ommekeer

1976:
- J. Goudsblom - Pasmunt
- Willem Jan Otten - Het ruim
- Ellen Warmond - Implosie

1977:
- Bergman - Kamerbreed

1978:
- Willem Jan Otten - De eend
- K. Schippers - De waarheid als de koe
- J. Slauerhoff - Serenade
- S. Vestdijk - Verzen

1979:
- Jan Kuiper - Oogleden
- Leo Vroman - Uit slaapwandelen

1980:
- Herman Gorter - Kenterings-sonnetten
- N.E.M. Pareau - Sonnetten
- Karel van de Woestijne - Het vader-huis

1981:
- Gerrit Kouwenaar - Landschappen en andere gebeurtenissen
- Jac. van Looy - De ar

1982 en 1983: alleen herdrukken
1984:
- Gerrit Achterberg - Eiland der ziel

1985:: geen gegevens
1986:
- Gerrit Achterberg - Dead end
- Gerrit Achterberg - Osmose

1987, 1988 en 1989: geen uitgaven, 1990 één herdruk
Vanaf 1991 geen gegevens